# Miyanoura
Miyanoura (宮之浦, Miyanoura) est le nom d'un ancien bourg japonais située sur la côte nord de Yakushima, à 125 kilomètres au sud de Kagoshima et à 65 km de la pointe sud de l'île de Kyūshū. Il est maintenant rattaché administrativement à la ville de Kagoshima.